# /dev/null
/dev/null je naprava v operacijskih sistemih podobnih Unixu, za katero lahko rečemo, da je digitalna črna luknja, saj vse kar je poslano v to napravo razveljavi, datoteke se ne pobrišejo, pobriše se vsa njihova vsebina. Ob nepravilni uporabi /dev/null lahko deluje kot računalniški virus.
Primer uporabe:
```
#! /bin/sh
#
# ta ukaz bi naj izpisal vse datoteke na našem disku na ekran vendar,
# ker ga preusmerimo v /dev/null ne vrne na ekran čisto nič
#
$ find / * > /dev/null
```